# Quasi-norma
In matematica, in particolare in algebra lineare e analisi funzionale, una quasi-norma soddisfa gli stessi assiomi della norma ad eccezione della disuguaglianza triangolare, che è rimpiazzata dalla relazione:
{\displaystyle \|x+y\|\leq K(\|x\|+\|y\|)}
valida per qualche {\displaystyle K>1}.
Si tratta di un concetto simile a quello di seminorma, dove sono soddisfatti gli stessi assiomi della norma ad eccezione del fatto che è definita positiva.

## Spazi quasi-normati
Uno spazio vettoriale in cui è definita una quasi-norma è detto spazio vettoriale quasi-normato.
Uno spazio vettoriale completo quasi-normato è detto quasi-Banach.
Uno spazio quasi-normato {\displaystyle (A,\|\cdot \|)} è un'algebra quasi-normata se {\displaystyle A} è un'algebra ed esiste una costante {\displaystyle K>0} tale che:
{\displaystyle \|xy\|\leq K\|x\|\cdot \|y\|}
per tutti gli {\displaystyle x,y\in A}. Un'algebra completa quasi-normata è detta quasi-Banach.